# Ergolin
Ergolin je hemijsko jedinjenje čija strukturna osnova je prisutna u raznovrsnom nizu alkaloida, među kojima su psihodelični lekovi (npr. lizerginska kiselina i LSD). Derivati ergolina nalaze kliničku primenu kao vazokonstriktori (agonisti 5-1 receptora—ergotamin) i u lečenju migrene (zajedno sa kofeinom) i Parkinsonove bolesti. Neki ergolinski alkaloidi su nađeni u ergot gljivama i smatra se da su jedan od uzroka ergotizma koje uzrokuje konvulzivne i gangrenozne simptome.

## Spoljašnje veze
- „Ergot alkaloidi” (PDF). Архивирано из оригинала 11. 04. 2004. г.
- Psihodelični ergot alkaloidi

|  | Molimo Vas, obratite pažnju na važno upozorenje u vezi sa temama iz oblasti medicine (zdravlja). |